# Prueba de epsilometría

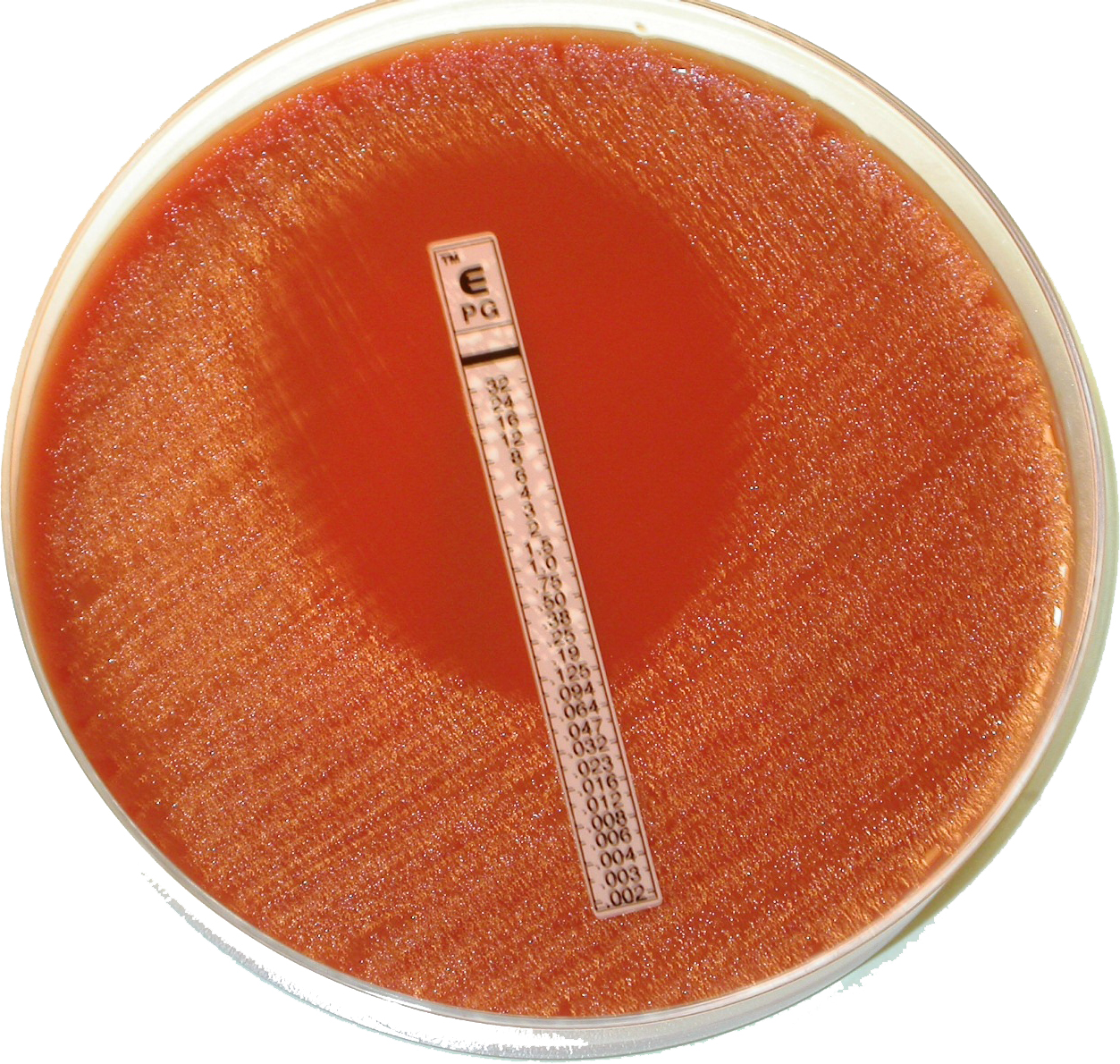
E-test

Prueba de epsilometría, varias veces abreviado como E-Test, es una prueba de laboratorio usado por los microbiólogos para determinar si una cepa específica de una bacteria o un hongo es susceptible a la acción de antibióticos específicos.

## Principio
El E-Test se basa en el método de difusión en agar siguiendo los mismos cuidados y pasos básicos. Esta hace uso de una tira rectangular impregnada con el antibiótico a estudiar. La cepa de la bacteria se hace crecer uniformemente en un medio en placa, y la tira se pone sobre el medio; el antibiótico difunde al agar, produciendo un gradiente. Luego de 24 horas de incubación, se crea un halo de inhibición elíptico; el punto en que se intercepten será la Concentración inhibitoria mínima del antibiótico marcado gracias a una escala exponencial impresa en la tira.